# Neal Israel
Neal Israel, nome completo Neil Cary Israel (New York, 27 luglio 1945), è un regista, sceneggiatore e attore statunitense.
Sceneggiatore dei primi film di Scuola di polizia, e anche autore del cartone animato omonimo.

## Filmografia

### Regista

#### Cinema
- Tunnel Vision (1976)
- Bachelor Party - Addio al celibato (Bachelor Party) (1984)
- Guerrieri del surf (Surf Ninjas), (1993)

#### Televisione
- Attenti al volpino (Hounded) – film TV (2001)

### Sceneggiatore
- Scuola di polizia, regia di Hugh Wilson (1984)
- Scuola di polizia, regia di Ron Oliver e Allan Harmon (1988-1989) - serie animata, un episodio

### Attore
- Senti chi parla (Look Who's Talking), regia di Amy Heckerling (1989)
- Senti chi parla 2 (Look Who's Talking Too), regia di Amy Heckerling (1990)
- Guerrieri del surf (Surf Ninjas), regia di Neal Israel (1993)